# Évêché titulaire d'Usinaza
Usinaza (en latin : Usinazensis) est un ancien diocèse de l'Église catholique en Algérie, restauré en 1933 en tant que siège titulaire.

## Histoire
Usinaza, identifié à Saneg, dans l'actuelle Algérie, est un ancien siège épiscopal de la province romaine de Maurétanie césarienne.
Le seul évêque connu de ce diocèse africain est Donatien, dont le nom figure en 29e place dans la liste des évêques de Maurétanie césarienne convoqués à Carthage par le roi vandale Hunéric en 484. Donatien, comme tous les autres évêques catholiques africains, fut condamné à l'exil.
En 1933, Usinaza est restauré en tant que siège titulaire de l'Église catholique.
Depuis le 19 juin 2009, l'évêque titulaire est Pierre-Marie Gaschy, spiritain, vicaire apostolique émérite des îles de Saint-Pierre et Miquelon.

## Évêques

### Évêques diocésains
- Donatien † (mentionné en 484)

### Évêques titulaires
| Début           | Fin             | Nat.      | Nom                        | Fonction exercée                                                                                 |
| --------------- | --------------- | --------- | -------------------------- | ------------------------------------------------------------------------------------------------ |
| 27 janvier 1936 | 15 juin 1964    | Allemagne | Franz Wolfgang Demont (de) | SCI, Vicaire apostolique d'Aliwal (en) (Afrique du Sud)                                          |
| 20 mai 1968     | 8 février 1973  | Canada    | Roger-Alfred Despatie      | Évêque auxiliaire de Sault-Sainte-Marie, transféré à Hearst                                      |
| 1er juin 1973   | 23 juillet 1998 | Italie    | Vittorio Cecchi            | Évêque auxiliaire de Macerata-Tolentino-Recanati-Cingoli-Treia, auparavant évêque de Fossombrone |
| 20 avril 2000   | 6 mai 2004      | France    | Jean-Luc Brunin            | Évêque auxiliaire de Lille, transféré à Ajaccio puis au Havre                                    |
| 30 juin 2004    | 10 mars 2009    | France    | Pascal Delannoy            | Évêque auxiliaire de Lille, transféré à Saint-Denis puis à Strasbourg                            |
| 19 juin 2009    |                 | France    | Pierre-Marie Gaschy        | Spiritain, Vicaire apostolique des îles Saint-Pierre-et-Miquelon                                 |

## Note
- (it) Cet article est partiellement ou en totalité issu de l’article de Wikipédia en italien intitulé « Diocesi di Usinaza » (voir la liste des auteurs).

1. ↑  Mandouze, Prosopographie de l'Afrique chrétienne, p. 288, Donatianus 14.
2. 1 2 3 4 5 6  « Usinaza (Titular See) [Catholic-Hierarchy] », sur www.catholic-hierarchy.org (consulté le 29 juin 2023)